# 恋愛伴侶規範性
恋愛伴侶規範性（れんあい はんりょ きはんせい、英語: amatonormativity）またはアマトノーマティビティとは、誰もが排他的な恋愛関係を守るものである、という一連の社会的な想定である。エリザベス・ブレイクにより、恋愛についての社会的想定を捉えるために造語された。ブレイクは、自分が望んでいないときに自分の人生で結婚を優先するべきだという、彼女が多くの人々から受けたプレッシャーを説明しようとした。恋愛伴侶規範性の概念は、結婚に対する社会的圧力を超えて、恋愛を含む一般的な社会的圧力が含まれるように拡張されている。